# مارتن فاركوار تابر
كان مارتن فاركوار تابر (17 يوليو عام 1810 - 29 نوفمبر عام 1889) شاعرًا وروائيًا إنجليزيًا. يعد من بين أكثر مؤلفي اللغة الإنجليزية مطالعةً في زمانه، وذلك بفضل مجموعته الشعرية «الفلسفة المأثورة» التي ظلت من بين أكثر الكتب مبيعًا في المملكة المتحدة وأمريكا الشمالية لعقود عدة.
أحرز تابر نجاحًا باهرًا في بريطانيا الفيكتورية حين كان في سنٍ مبكرة نسبيًا، وذلك بعدما نشر السلسلة الثانية من مجموعته الشعرية «الفلسفة المأثورة» في عام 1842. ذاعت بعدها شهرة أعماله لتبلغ الولايات المتحدة وكندا، وحافظت على شعبيتها لعقود عدة. استغل الكاتب هذا النجاح من خلال إصدار العديد من الطبعات بتنسيقات مختلفة وتنظيم جولات في موطنه وفي أمريكا الشمالية. كذلك أضحى من بين الشعراء المفضلين لدى الملكة فيكتوريا حتى أنه كان من المنافسين الفعليين للارتقاء إلى منصب شاعر بلاط المملكة المتحدة. ومع ذلك، تراجعت شعبية «الفلسفة المأثورة» في نهاية المطاف، وكان من شأن رفعة شأن الكتاب في السابق أن جعلت هذه الأشعار وصاحبها عرضةً للهجاء والمحاكاة الساخرة.
لم تحرز أعمال تابر الأخرى مستوىً مقاربًا من المبيعات القياسية التي حققها كتاب «الفلسفة المأثورة»، وذلك رغم غزارة إنتاجه وجهوده الدؤوبة في الترويج لنفسه. إذ اضمحلت شهرة الشاعر في أواخر حياته. بيد أن أسلوب «الفلسفة المأثورة» (الذي أشار إليه تابر بـ«الإيقاعيات» بدلًا من الأشعار) ألقى بتأثيره على المعجب والت ويتمان، والذي خاض في نمط الشعر الحر. دخلت أعمال تابر طي النسيان إلى حد كبير، وذلك على اعتبار أن الأجيال اللاحقة عدتها نماذج معاصرة لعصره. ولم تكن قيد الطباعة لأكثر من قرن اعتبارًا من عام 2002.

## النشأة
ولد مارتن فاركوار تابر في في الجادة العشرين من شارع ديفونشير بليس بمدينة لندن بتاريخ 17 يوليو عام 1810. كان الابن البكر لمارتن تابر، وهو طبيب رفيع الشأن يرجع أصله إلى إحدى عائلات غيرنزي القديمة، وزوجته إلين ديفيس ماريس، وهي سليلة رسام المناظر الطبيعية روبرت ماريس (1749 - 1827) وحفيدة آرثر ديفيس.
تلقى مارتن ف. تابر تعليمه الابتدائي في مدرسة إيغل هاوس ومدرسة تشارترهاوس. تابع بعدها دراسته في كلية كنيسة المسيح التابعة لجامعة أكسفورد لينال درجة البكالوريوس في عام 1832. زامل في الجامعة العديد من الرجال المرموقين، ومن جملتهم الساسة المستقبليين جيمس برون رامزي وجيمس بروس وهنري بيلهام كلينتون وتشارلز كانينغ وجورج كورنوول لويس وويليام إيوارت غلادستون، وذلك بالإضافة إلى عدد من الشخصيات الأدبية من قبيل فرانسيس هاستنغز دويل وهنري ليدل وروبرت سكوت. ظلت صداقته بغلادستون وثيقة حتى السنوات الأخيرة من حياته.
كان تابر يعاني من حالة شديدة من التلعثم حين كان في مقتبل العمر، وهو ما حال دون دخوله الكنيسة أو الحياة السياسية. أصبح تابر طالبًا في رابطة لينكن القضائية بعد نيله درجة الماجستير، والتحق بالسلك القضائي في عام 1835، غير أنه لم يعمل في مجال المحاماة بالقضاء العالي على الإطلاق.
تزوج تابر ابنة عمه إيزابيلا ديفيس، وهي ابنة آرثر ويليام ديفيس في كنيسة القديس بانكراس في يوم 26 نوفمبر من نفس العام، وجاء ذلك بعد تقدمه للزواج منها قبالة مغادرته الجامعة قبل سبع سنوات. اشترى منزلًا في شرق منطقة بارك فيليج بالقرب من حديقة ريجنت. تلقى الزوجان دعمًا ماليًا من والده. تردد تابر على كنيسة القديس يعقوب الواقعة على طريق هامبستيد (التي هدمت الآن) خلال فترة إقامتهما، وتعرف على قسيسها المدعو هنري ستيبينغ. بادر ستيبينغ -الذي كان مؤلفًا ومحررًا سابقًا في مجلة آثينايوم الأدبية- على تشجيع تابر على الكتابة، وهو ما تمخض عنه نشر كتاب «الفلسفة المأثورة» في نهاية المطاف.

## المسيرة المهنية

### الأعمال الأولى
باشر تابر مسيرته الأدبية أثناء تواجده في أكسفورد. كانت المجموعة الشعرية التي حملت عنوان «أشعار مبجلة» (1832)، والمؤلفة من 75 قصيدة صغيرة، من بين أولى منشوراته الهامة. كتب في نفس ذلك العام قصيدة طويلة تحت عنوان «صوت من رواقٍ معمد»، جاعلًا جزءًا منها على شاكلة الشعر المُرسل، ولكنه لم ينشرها إلا تحت اسم مجهول في عام 1835.
كتب تابر إردافًا لقصيدة «كريستابل» للشاعر صامويل تايلر كولريدج، وأطلق عليها اسم «جيرالدين» في صيف عام 1838، ونشرها إلى جانب عدد من القصائد الأخرى المختلفة خلال النصف الثاني من تلك السنة كجزء من مجموعة «جيرالدين، تكملة لقصيدة كريستابل لكولريدج: مع قصائد أخرى». لاقت قصيدة «جيرالدين» بعض الاستهجان النقدي، رغم أن تابر عزا ذلك إلى كون القصيدة استمرارًا لإحدى النسخ الأولى من قصيدة كولريدج إلى حد كبير بحسب ما ذكره في ملاحظاته المعاصرة: «انهالت على كولريدج صيحات الاستهجان من جانب النقاد حين نشر كريستابل للمرة الأولى ... كان كولريدج قد ترك خلفه نسخةً أكثر تحسينًا وإسهابًا من القصيدة، والتي لم أستطع الاطلاع عليها إلا بعد مرور سنوات على تأليفي للتكملة المصاحبة: كان القصد المرجو من تأليف قصيدة جيرالدين أن تكون إضافة على كريستابل كما صدرت بالأصل». حظيت القصائد الأخرى باستقبال أكثر حفاوة.

## الحياة اللاحقة والوفاة

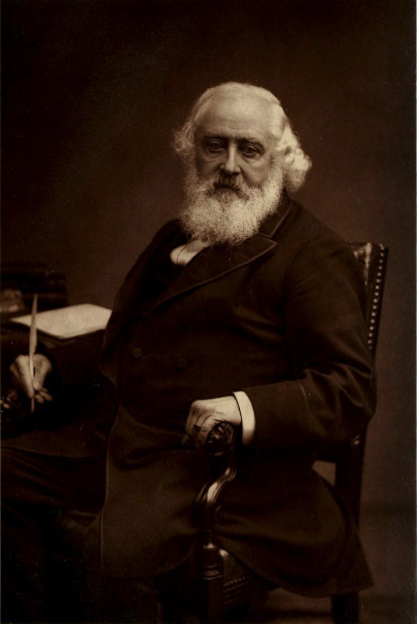
صورة فوتوغرافية لمارتن فاركوهار تَبر مأخوذة من سيرته الذاتية الصادرة عام 1886.

أصبح تابر في طي النسيان على مستوى وطنه الأم بعد عودته من جولته الأمريكية الثانية بتاريخ 16 أبريل عام 1877. وباءت محاولاته الرامية لنشر مجموعة كاملة من أعماله بالفشل؛ إذ لاقى رفضًا من جميع دور النشر الـ26 الذين تقدم إليهم. واضطر إلى رهن بيته القديم (ألبري هاوس) لدوق نورثمبرلاند في عام 1880. انتقل مع عائلته إلى شقة صغيرة استأجرها في منطقة آبر نوروود.
حاول تابر إصدار طبعة جديدة من كتاب «الفلسفة المأثورة» للمرة الأخيرة في عام 1881. جاءت هذه النسخة بقياس رباعي وكانت مزينة بالصور، غير أنها لم تحصد مبيعات تذكر. واصل كتابة المقالات والمسرحيات، واستطاع نشر مؤلفه «مقتطفات درامية» في عام 1882. كذلك ألقى عددًا من المحاضرات والقراءات بين الفينة والأخرى. وقع في خلاف مع صديق طفولته غلادستون في ذاك الوقت تقريبًا، وذلك نتيجة آراء غلادستون حول الظروف التي أدت إلى صدور قانون القسم لسنة 1888، فضلًا عن رفضه مواصلة إمداد الكاتب بالدعم المادي.
باشر تابر كتابة سيرته الذاتية في أواخر عام 1885 لتنشر تحت عنوان «حياتي كمؤلف» في شهر مايو من عام 1886. فارقت زوجته إيزابيلا الحياة جراء إصابتها بنزيف فجائي أثناء تأليفه للسيرة في شهر ديسمبر من عام 1885. ضمّن تابر كلمة وداع لها في عمله هذا. لاقت السيرة الذاتية استقبالًا حارًا إلى حد ما، ولكن لم يصدر عنها طبعة ثانية رغم أن الكاتب عمل على تحسينها وتنقيحها بعد النشر.
كان كتيب «الأنشودة المتهللة!» آخر عمل نشره تابر. احتوى الكتيب على قصائد جديدة بمناسبة اليوبيل الذهبي للملكة فيكتوريا، بالإضافة إلى المؤلف الذي كتبه تكريمًا لتتويجها قبل خمسين عامًا.
أصيب تابر بمرض دام لعدة أيام في شهر نوفمبر من عام 1886، وهو ما سلبه من قدرته على القراءة والكتابة. ظل في حالة يرثى لها تحت رعاية أبنائه خلال الأعوام الثلاثة المتبقية من حياته، دون أن يعلم بمصادرة دوق نورثمبرلاند لألبري هاوس بموجب اتفاق الرهن. وتوفي في نهاية المطاف بتاريخ 29 نوفمبر عام 1889. ودفن في نفس القبر الذي دفنت فيه زوجته وابنه مارتن تشارلز سيلوين في مقبرة كنيسة ألبري. كتِب على شاهد قبره الآية «فإِنه مازال الآن يلقننا العبر بإِيمانه».